# 水團

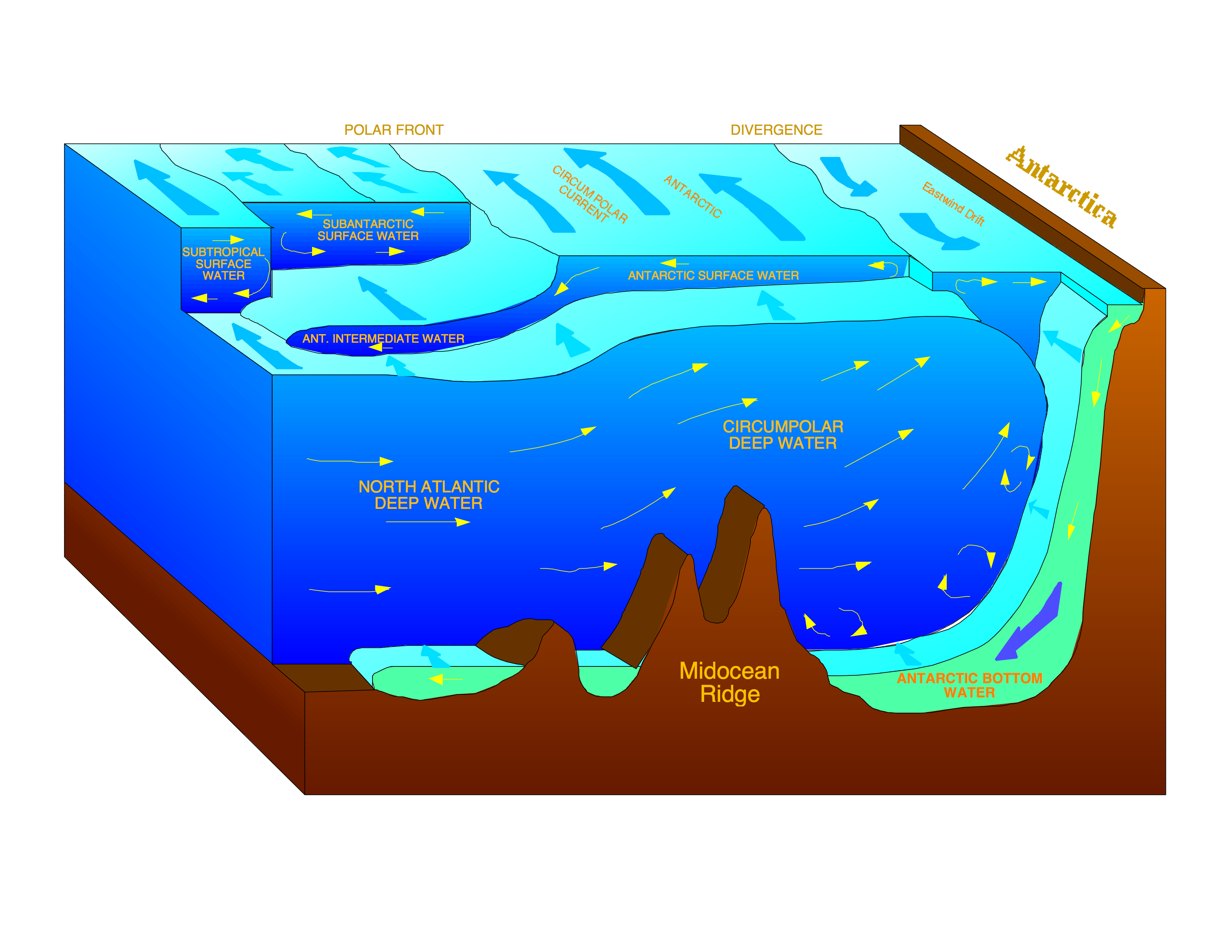
南冰洋的水團

水團（英語：water mass）在海洋學中為一範圍內特性相似的水體，可與周圍水體區別開來，類似氣象學中的氣團的概念。水團特性包括溫度、鹽度、化學物質——同位素比例，和其他物理量。
1916年，B海兰汉森将水团引入海洋学。水团的定义是“起源和形成机制相似，具有相对统一的物理、化学和生物学特征和相对一致变化趋势，并且与周围海水有明显差异的宏大水体”

## 常見水團
世界海洋常見水團：南極底層水（Antarctic Bottom Water, AABW）、北大西洋深層水（North Atlantic Deep Water, NADW）、繞極深層水（Circumpolar Deep Water, CDW）、南極中層水（Antarctic Intermediate Water, AAIW）、亞南極模態水（Subantarctic Mode Water, SAMW）、北極中層水（Arctic Intermediate Water, AIW）、眾多海洋盆地（oceanic basin）的中央水團，與及眾多表層水團（surface water (ocean)）